# He Ying
He Ying (en chino: 何影; Siping, 17 de abril de 1977) es una deportista china que compitió en tiro con arco, en la modalidad de arco recurvo.
Participó en tres Juegos Olímpicos de Verano, obteniendo dos medallas, plata en Atlanta 1996, en la prueba individual, y plata en Atenas 2004, por equipo (junto con Lin Sang y Zhang Juanjuan).
Ganó dos medallas en el Campeonato Mundial de Tiro con Arco al Aire Libre, en los años 1999 y 2001.

## Palmarés internacional
| Juegos Olímpicos                 | Juegos Olímpicos         | Juegos Olímpicos | Juegos Olímpicos |
| Año                              | Lugar                    | Medalla          | Prueba           |
| -------------------------------- | ------------------------ | ---------------- | ---------------- |
| 1996                             | Atlanta (Estados Unidos) | Medalla de plata | Individual       |
| 2004                             | Atenas (Grecia)          | Medalla de plata | Equipo           |
| Campeonato Mundial al Aire Libre |                          |                  |                  |
| Año                              | Lugar                    | Medalla          | Prueba           |
| 1999                             | Riom (Francia)           | Medalla de plata | Equipo           |
| 2001                             | Pekín (China)            | Medalla de oro   | Equipo           |